# Avedon
Vincent van den Ende (Amsterdam, 8 oktober 1992), professioneel bekend als Avedon, is een Nederlandse muziekproducent. Hij is vooral bekend van zijn werk met Amerikaanse hiphop- en R&B-muzikanten zoals Chris Brown, Megan Thee Stallion, Trippie Redd, Chloe x Halle, 6ix9ine, Roddy Ricch, Russ, Shy Glizzy en Thutmose. Hij is ook nauw verbonden met de Amerikaanse platenproducent Scott Storch met wie hij een studio deelt en waarmee hij samenwerkt

## Biografie
Van den Ende is geboren in Amsterdam en is de zoon van theaterproducent Joop van den Ende. Hij is gevestigd in Los Angeles, waar hij woont en werkt. In 2020 tekende hij een platencontract bij Warner Music Benelux. In 2020 werd zijn werk voor Do It bekroond met een Grammy Award nominatie in de categorie Best R&B Song. In 2021 werd zijn werk opnieuw genomineerd voor een Grammy Award, ditmaal in de categorie Best Pop Vocal Album voor het Positions album van Ariana Grande. Ook bracht hij in 2021 zijn eerste twee singles uit; Program met rappers Adje en Donnie en Shoot It met Sjaak en Jebroer. 

## Discografie

### Hitnoteringen
| Lied                             | Verschijnen    | Album | Hitlijsten  | Hitlijsten  | Hitlijsten   | Hitlijsten   |
| Lied                             | Verschijnen    | Album | NL (Top 40) | NL (Top 40) | NL (Top 100) | NL (Top 100) |
| Lied                             | Verschijnen    | Album | Piek        | Weken       | Piek         | Weken        |
| -------------------------------- | -------------- | ----- | ----------- | ----------- | ------------ | ------------ |
| Havana (met Henkie T en Yssi SB) | 7 januari 2022 | —     | —           | —           | 94           | 1            |

### Andere nummers
| Jaar | Artiest                 | Nummer                    | Album                             | Geproduceerd met                                               |
| ---- | ----------------------- | ------------------------- | --------------------------------- | -------------------------------------------------------------- |
| 2017 | Bone Thugs              | Coming Home               | New Waves                         | Clifford Golio, Damizza                                        |
| 2017 | Bone Thugs              | If Heaven Had a Cellphone | New Waves                         | Damizza                                                        |
| 2017 | Bone Thugs              | Good Person               | New Waves                         |                                                                |
| 2017 | Bone Thugs              | Fantasy                   | New Waves                         |                                                                |
| 2017 | Bone Thugs              | That Girl                 | New Waves                         |                                                                |
| 2017 | Bone Thugs              | Let It All Out            | New Waves                         |                                                                |
| 2017 | Bone Thugs              | Waves                     | New Waves                         | Scott Storch                                                   |
| 2017 | Bone Thugs              | Cocaine Love              | New Waves                         |                                                                |
| 2017 | Bone Thugs              | Bad Dream                 | New Waves                         |                                                                |
| 2017 | Bone Thugs              | Gravity                   | New Waves                         | Far East Movement                                              |
| 2017 | Bone Thugs              | "Bottle Service"          | New Waves                         | Damizza                                                        |
| 2017 | Bone Thugs              | Change The Story          | New Waves                         |                                                                |
| 2017 | Bone Thugs              | Ruthless                  | New Waves                         |                                                                |
| 2018 | 6ix9ine                 | Kika                      | Dummy Boy                         | Scott Storch                                                   |
| 2018 | 6ix9ine                 | Waka                      | Dummy Boy                         | Scott Storch                                                   |
| 2018 | 6ix9ine                 | Wondo                     | Dummy Boy                         | Scott Storch                                                   |
| 2018 | Trippie Redd            | Taking a Walk             | Life's a Trip                     | Scott Storch                                                   |
| 2018 | Roddy Ricch             | Down Below                | Feed Tha Streets II               | Scott Storch                                                   |
| 2018 | "Day One (Outro)"       |                           | Feed Tha Streets II               |                                                                |
| 2018 | Thutmose                | "Memories"                | Spider-Man: Into the Spider-Verse |                                                                |
| 2018 | Russ                    | The Flute Song            | Zoo                               | Scott Storch, Russell Vitale                                   |
| 2019 | Chris Brown             | Undecided                 | Indigo                            | Scott Storch                                                   |
| 2019 | Chris Brown             | Early Y2K                 | Indigo                            | Scott Storch                                                   |
| 2020 | Russ                    | 3am                       | Shake the Snow Globe (Deluxe)     | Scott Storch                                                   |
| 2020 | Tee Grizzley            | Rap a Lot                 | The Smartest                      | VYNK                                                           |
| 2020 | Tee Grizzley            | No Witness                | The Smartest                      | VYNK                                                           |
| 2020 | Tee Grizzley            | Winning                   | The Smartest                      | VYNK                                                           |
| 2020 | Tee Grizzley            | Covid                     | The Smartest                      |                                                                |
| 2020 | Shy Glizzy              | Shooting Star             | Young Jefe 3                      |                                                                |
| 2020 | Shy Glizzy              | Too Hood 4 Hollywood      | Young Jefe 3                      |                                                                |
| 2020 | Chloe x Halle           | Do It                     | Ungodly Hour                      | Scott Storch, Asoteric                                         |
| 2020 | Chloe x Halle           | Lonely                    | Ungodly Hour                      | Scott Storch, Chloe Bailey, Halle Bailey, Wallis Lane, Ferraro |
| 2020 | Rico Nasty              | Own It                    | Nightmare Vacation                | Camden, Alter Ego                                              |
| 2020 | Megan Thee Stallion     | What's New                | Good News                         | Cody Tarpley                                                   |
| 2020 | Megan Thee Stallion     | Don't Rock Me to Sleep    | Good News                         | VYNK                                                           |
| 2021 | Avedon, Adje & Donnie   | Program                   |                                   |                                                                |
| 2021 | Avedon, Sjaak & Jebroer | Shoot It                  |                                   |                                                                |

## Prijzen en nominaties
| Jaar | Prijzen                 | Categorie                                | Werk      | Resultaat |
| ---- | ----------------------- | ---------------------------------------- | --------- | --------- |
| 2020 | Grammy Awards           | Best R&B Song                            | Do It     | Nominatie |
| 2020 | Soul Train Music Awards | The Ashford & Simpson Songwriter's Award | Do It     | Nominatie |
| 2021 | Grammy Awards           | Best Pop Vocal Album                     | Positions | Nominatie |

- MusicBrainz: 00ed79aa-ec6b-4991-b514-de2043eddd0d